# Bedford (Indiana)
Bedford es una ciudad ubicada en el condado de Lawrence en el estado estadounidense de Indiana. En el Censo de 2010 tenía una población de 13413 habitantes y una densidad poblacional de 425,85 personas por km².

## Geografía
Bedford se encuentra ubicada en las coordenadas 38°51′37″N 86°29′22″O / 38.86028, -86.48944. Según la Oficina del Censo de los Estados Unidos, Bedford tiene una superficie total de 31.5 km², de la cual 31.5 km² corresponden a tierra firme y (0%) 0 km² es agua.

## Demografía

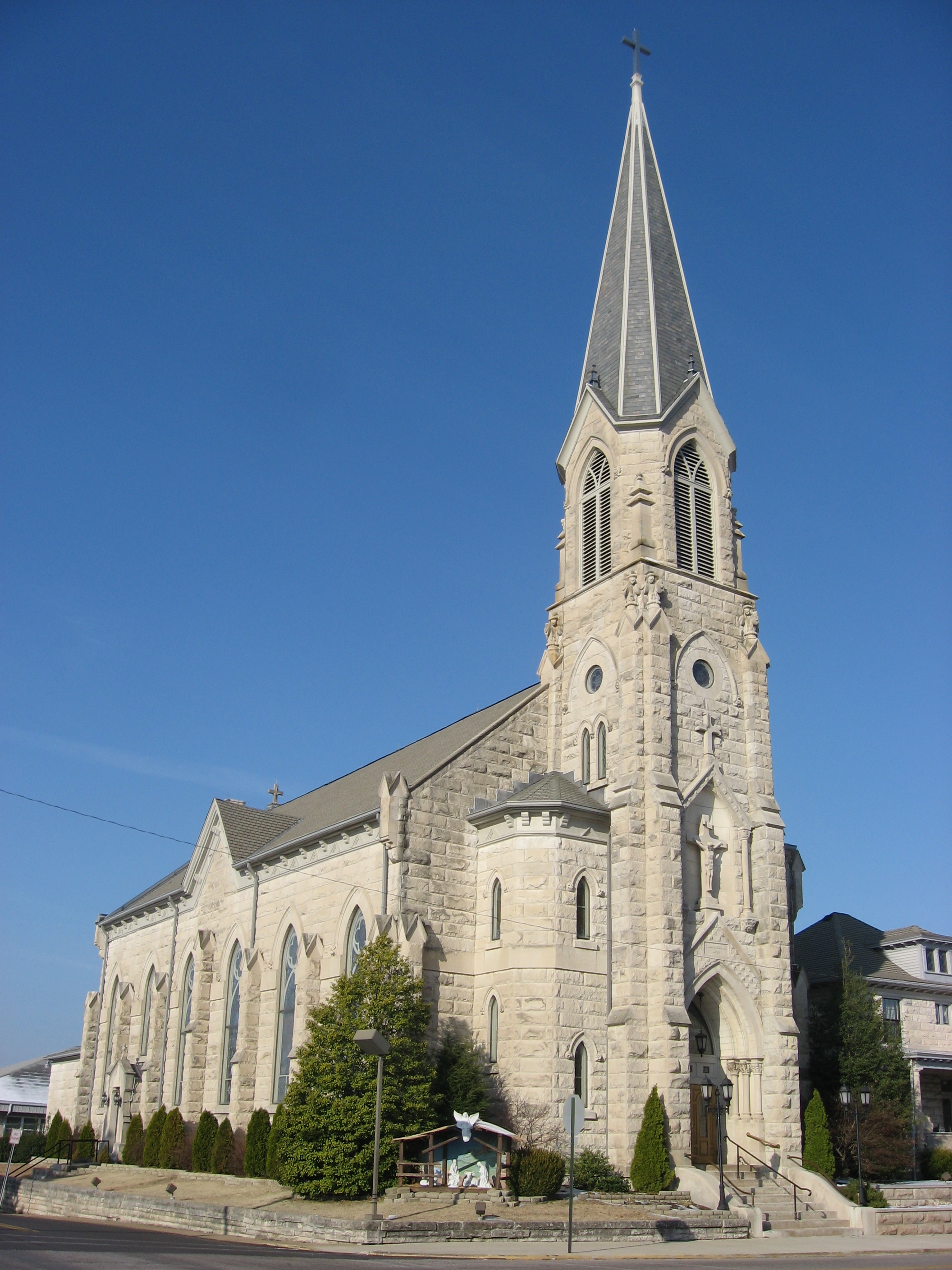
St. Vincent de Paul Church

Según el censo de 2010, había 13413 personas residiendo en Bedford. La densidad de población era de 425,85 hab./km². De los 13413 habitantes, Bedford estaba compuesto por el 96.19% blancos, el 0.79% eran afroamericanos, el 0.28% eran amerindios, el 0.89% eran asiáticos, el 0.02% eran isleños del Pacífico, el 0.48% eran de otras razas y el 1.34% pertenecían a dos o más razas. Del total de la población el 1.81% eran hispanos o latinos de cualquier raza.